# ريان واتسون (لاعب هوكي الجليد)
ريان واتسون هو لاعب هوكي الجليد كندي، ولد في 12 يونيو 1981 في ليثبريدج في كندا.

## وصلات خارجية
- ريان واتسون على موقع EliteProspects.com (الإنجليزية)
- ريان واتسون على موقع HockeyDB.com (الإنجليزية)